# Anisodes tricrista
Anisodes tricrista är en fjärilsart som beskrevs av Louis Beethoven Prout 1925. Anisodes tricrista ingår i släktet Anisodes och familjen mätare. Inga underarter finns listade i Catalogue of Life.